# Lijst van nummer 1-hits in de Nederlandse Top 40 in 1992
Deze hits stonden in 1992 op nummer 1 in de Nederlandse Top 40.
| Nummer | Datum        | Artiest                     | Titel                           |
| ------ | ------------ | --------------------------- | ------------------------------- |
| 434    | 4 januari    | Shanice                     | I love your smile               |
| 435    | 11 januari   | George Michael & Elton John | Don't let the sun go down on me |
|        | 18 januari   | George Michael & Elton John | Don't let the sun go down on me |
|        | 25 januari   | George Michael & Elton John | Don't let the sun go down on me |
|        | 1 februari   | George Michael & Elton John | Don't let the sun go down on me |
|        | 8 februari   | George Michael & Elton John | Don't let the sun go down on me |
|        | 15 februari  | George Michael & Elton John | Don't let the sun go down on me |
|        | 22 februari  | George Michael & Elton John | Don't let the sun go down on me |
|        | 29 februari  | George Michael & Elton John | Don't let the sun go down on me |
| 436    | 7 maart      | Genesis                     | I can't dance                   |
|        | 14 maart     | Genesis                     | I can't dance                   |
| 437    | 21 maart     | 2 Unlimited                 | Twilight zone                   |
|        | 28 maart     | 2 Unlimited                 | Twilight zone                   |
| 438    | 4 april      | Red Hot Chili Peppers       | Under the bridge                |
|        | 11 april     | Red Hot Chili Peppers       | Under the bridge                |
|        | 18 april     | Red Hot Chili Peppers       | Under the bridge                |
| 439    | 25 april     | Mr. Big                     | To be with you                  |
|        | 2 mei        | Mr. Big                     | To be with you                  |
|        | 9 mei        | Mr. Big                     | To be with you                  |
|        | 16 mei       | Mr. Big                     | To be with you                  |
| 440    | 23 mei       | Double You                  | Please don't go                 |
|        | 30 mei       | Double You                  | Please don't go                 |
| 441    | 6 juni       | Snap!                       | Rhythm is a dancer              |
|        | 13 juni      | Snap!                       | Rhythm is a dancer              |
|        | 20 juni      | Snap!                       | Rhythm is a dancer              |
|        | 27 juni      | Snap!                       | Rhythm is a dancer              |
| 442    | 4 juli       | Guns N' Roses               | Knockin' on heaven's door       |
|        | 11 juli      | Guns N' Roses               | Knockin' on heaven's door       |
|        | 18 juli      | Guns N' Roses               | Knockin' on heaven's door       |
| 443    | 25 juli      | Mariah Carey                | I'll be there (Unplugged)       |
|        | 1 augustus   | Mariah Carey                | I'll be there (Unplugged)       |
| 444    | 8 augustus   | Dr. Alban                   | It's my life                    |
|        | 15 augustus  | Dr. Alban                   | It's my life                    |
|        | 22 augustus  | Dr. Alban                   | It's my life                    |
|        | 29 augustus  | Dr. Alban                   | It's my life                    |
|        | 5 september  | Dr. Alban                   | It's my life                    |
|        | 12 september | Dr. Alban                   | It's my life                    |
|        | 19 september | Dr. Alban                   | It's my life                    |
| 445    | 26 september | Brian May                   | Too much love will kill you     |
|        | 3 oktober    | Brian May                   | Too much love will kill you     |
|        | 10 oktober   | Brian May                   | Too much love will kill you     |
| 446    | 17 oktober   | Inner Circle                | Sweat (A La La La La Long)      |
|        | 24 oktober   | Inner Circle                | Sweat (A la la la la long)      |
|        | 31 oktober   | Inner Circle                | Sweat (A la la la la long)      |
|        | 7 november   | Inner Circle                | Sweat (A la la la la long)      |
|        | 14 november  | Inner Circle                | Sweat (A la la la la long)      |
| 447    | 21 november  | Boyz II Men                 | End of the road                 |
|        | 28 november  | Boyz II Men                 | End of the road                 |
|        | 5 december   | Boyz II Men                 | End of the road                 |
| 448    | 12 december  | Whitney Houston             | I Will Always Love You          |
|        | 19 december  | Whitney Houston             | I will always love you          |
|        | 26 december  | Whitney Houston             | I will always love you          |